# Lindernia hookeri
Lindernia hookeri é uma espécie botânica do gênero Lindernia pertencente à família Linderniaceae.